# Goldstein-Palast

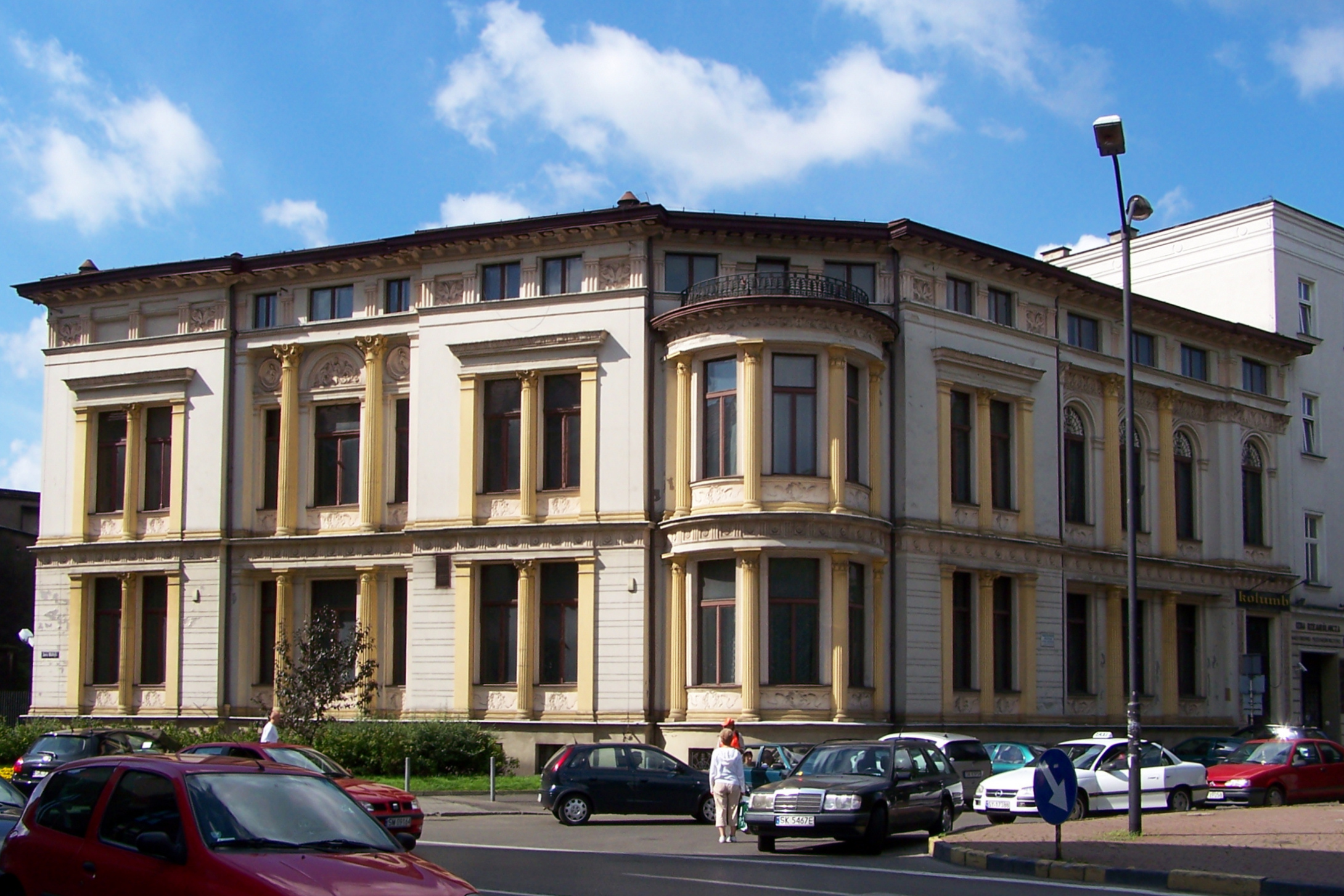
Der Goldstein-Palast im polnischen Kattowitz

Der Goldstein Palast ist ein Neorenaissancegebäude in der polnischen Stadt Kattowitz.

## Geschichte
Das Gebäude wurde 1872 von den Brüdern Abraham und Joseph Goldstein erbaut. Sie waren wohlhabende jüdische Kaufleute, die aus dem russischen Teilungsgebiet nach Schlesien gekommen und durch den Besitz zahlreicher Sägewerke in Polen zu Reichtum gekommen waren. 1892 zerstörte ein Brand das Sägewerk von Kattowitz, so dass die Goldstein-Brüder ihren Wohnort nach Breslau verlegten und das Gebäude verkauften. Heute gehört das Gebäude der Stadt Kattowitz.